# Hudbou pro UNICEF
Hudbou pro UNICEF je charitativní multižánrový hudební festival na podporu očkovacích programů UNICEF, který se od roku 2009 koná vždy v polovině června v areálu letního kina v Tišnově u Brna v okrese Brno-venkov.

## Historie a místo konání
Tišnovský házenkářský klub jako první sportovní klub v České republice uzavřel v roce 2007 spolupráci s Dětským fondem OSN – UNICEF. Rozhodl se tak dlouhodobě podporovat očkování dětí v oblastech přírodních katastrof, ozbrojeného konfliktu nebo rozvojových zemí. K příspěvku, který každoročně v dobrovolné výši shromáždí na podporu UNICEF hráči a diváci, se od roku 2009 přidal také výtěžek z charitativních hudebních festivalů, které házenkářský klub pořádá (od roku 2011 ve spolupráci s občanským sdružením Pro Tišnov). Za více než 5 let organizování těchto aktivit tak obdržel UNICEF na očkovací programy celkem 223 865 Kč. Proočkování jednoho dítěte proti šesti hlavním smrtelným onemocněním stojí cca 600 Kč, díky této spolupráci se tak již podařilo zachránit život asi 370 dětem.
V roce 2010 bylo rozhodnuto, že část výtěžku z hudebního festivalu bude věnována také na podporu regionálních charitativních projektů.
Festival se koná v areálu letního kina, které se nachází ve východní části města mezi sídlištěm Pod Klucaninou a samotným kopcem Klucanina. Tento areál z konce 60. let 20. století je obklopený lesem a vytváří tak místo vhodné k letnímu posezení, odpočinku a zábavě. Kapacita areálu je cca 1500 návštěvníků. V devadesátých letech 20. století a počátkem 3. tisíciletí se zde konaly festivaly folkové hudby a právě tato festivalová historie byla jedním z důvodů k umístění festivalu Hudbou pro UNICEF do tohoto areálu. Areál je díky existenci amfiteátru letního kina vhodný k hudebním produkcím, je vybaven dostatečným množstvím sociálního zařízení a restaurací s letní terasou.